# Lajos Bács a Radjiv M. Sinha
Lajos Bács (výslovnost [Lajoš Báč], někdy uváděno nesprávně Lájos) a Radjiv M. Sinha (někdy psán počeštěně Radžív) byli fiktivní sponzoři Občanské demokratické strany, jejichž odhalení vedlo v listopadu 1997 k tzv. Sarajevskému atentátu v ODS.
Jména Lajos Bács (z Maďarska) a Radjiv M. Sinha (z Mauricia) byla uvedena v daňovém přiznání ODS z roku 1995 k zastření 15milionového daru od bývalého tenisty a majitele zprivatizovaných Třineckých železáren Milana Šrejbra. Radjiv M. Sinha, žijící na exotickém ostrově Mauriciu, se od finanční podpory ODS distancoval. Lajos Bács byl v době, kdy měl ODS věnovat peníze, podle budapešťského registru obyvatel již po smrti. Důvodem tohoto zastírání byl fakt, že sponzorskému daru předcházela půlmiliardová státní dotace na odstranění ekologických škod od vlády Václava Klause.
V souvislosti s nesrovnalostmi ve financování byl následně obžalován bývalý výkonný místopředseda ODS Libor Novák, soud jej zprostil obžaloby.
Jméno Lajos Bács se stalo v ČR synonymem politické korupce. Novináři na něj opakovaně odkazovali i při dalších problematických kauzách ve financování politických stran.